# Luck (Film)
Luck ist ein Computeranimationsfilm aus dem Jahr 2022 von Regisseurin Peggy Holmes. Der Film wurde am 5. August bei Apple TV+ und in einigen Kinos veröffentlicht.

## Handlung
Sam ist eine junge Frau und ein Pechvogel, der ständig die dümmsten Dinge passieren. Als sie eines Tages einen streunenden, schwarzen Kater füttert, findet sie einen Glücks-Penny auf dem Boden. Plötzlich hat sie nur noch Glück und ihr geschehen die tollsten Sachen. Jedoch spült sie den Penny unachtsam in der Toilette herunter. Sie trifft den Kater wieder und dieser teilt sich als Besitzer des Pennys mit. Schnell flüchtet er, da er eigentlich nicht sprechen darf. Als er in einer stillen Nebenstraße ein Portal öffnet, springt Sam ihm hinterher, und beide landen im Land des Glücks. Beide machen eine Abmachung: Sie versucht an einen Penny aus dem Penny-Depot zu kommen und kann so ihrer Freundin Hazel helfen, eine Adoptivfamilie zu finden, im Gegenzug soll sie anschließend den Penny an den Kater namens Bob aushändigen und den Ort für immer verlassen. Ihr Versuch, einen Glücks-Penny aus dem Depot zu stehlen schlägt fehl und verursacht nur Aufmerksamkeit. Gerry, ein Kobold und Assistent des Katers Bob, schlägt eine Drohne vor, womit man in der Menschenwelt nach dem Penny suchen kann. Jedoch bleibt diese Drohne in einer Zwischenwelt zwischen dem Land des Glücks und dem Land des Pechs stecken.
Sam versucht nun auf eigene Faust einen Penny bei der Chefin Babe, einem Drachen, persönlich zu bekommen. Gerührt von ihrer Person übergibt Babe ihr einen Penny. Da jedoch Bob wegen des Verlusts seines Pennys ins Land des Pechs verfrachtet werden soll, gibt Sam den Penny an Bob weiter. Anschließend kommt sie auf die Idee, die Mixmaschine abzuschalten, die das Pech zu einem Zufallsgenerator leitet, der das Pech auf der Welt verteilt. Aufgrund der Verstopfung kommt es jedoch zu Instabilitäten im Gefüge, wobei die Glücks- und Pech-Kristalle zerstört werden und alles stillsteht. Von nun an würde es auf der Welt kein Glück mehr geben. Sam aber kann sich noch an etwas Glück erinnern, das sie in einer Bar im Pech-Land findet. Babe kann mit ihrem Drachen-Atem daraus Kristalle erzeugen, um den Zufallsgenerator wieder in Gang zu bekommen. Babe möchte den Zufallsgenerator zunächst nur noch mit Glückskristallen ausstatten, doch Sam kann sie überzeugen, dass zum Leben Glück genauso wie Pech gehört und die Maschine wird mit beiden Kristallsorten wieder in Gang gesetzt. Bob und Sam finden sich zusammen mit der jungen Hazel in der Menschenwelt ein und akzeptieren die Dualität des Lebens.

## Drehbuch und Produktion
Geschrieben wurde das Drehbuch von Kiel Murray zusammen mit Jonathan Aibel und Glenn Berger, basierend auf einem Originalkonzept von Rebeca Carrasco, Juan De Dios und Julián Romero. Der von Skydance Animation produzierte Film wurde gesprochen von Eva Noblezada, Simon Pegg, Jane Fonda, Whoopi Goldberg, Flula Borg, Lil Rel Howery, Colin O’Donoghue und John Ratzenberger.

## Kritik
Oliver Armknecht gibt bei film-rezensionen.de nur eine mittlere Wertung: „Wenn eine 18-Jährige, die ihr Leben lang Pech hatte, das Land des Glücks findet, ist das fürs Publikum kein wirklicher Glücksfall. Aus der eigentlichen netten Idee von „Luck“ wird zu wenig gemacht: Der Inhalt schwankt zwischen nichtssagend und überladen, das Animationsabenteuer ist insgesamt zu generisch.“